# Sự phun trào của núi St. Helens
Vào ngày 18 tháng 5 năm 1980, một vụ phun trào núi lửa lớn xảy ra tại Núi St. Helens, một ngọn núi lửa nằm ở quận Skamania, trong Tiểu bang Washington. Sự phun trào (một sự kiện VEI 5 là vụ phun trào núi lửa đáng kể nhất xảy ra ở tiếp giáp 48 tiểu bang Hoa Kỳ kể từ vụ phun trào năm 1915 Đỉnh Lassen California. Nó thường được tuyên bố là vụ phun trào núi lửa thảm họa nhất trong lịch sử Hoa Kỳ. Vụ phun trào xảy ra sau hai tháng động đất và hơi nước - các giai đoạn phun, gây ra bởi một magma ở độ sâu nông dưới núi lửa tạo ra một phình lớn và một hệ thống đứt gãy trên núi dốc bắc.
Trận động đất lúc 8:32:17 sáng PDT (UTC−7) vào Chủ Nhật, ngày 18 tháng 5 năm 1980, khiến toàn bộ mặt phía bắc bị suy yếu trượt đi, tạo ra vụ lở đất lớn nhất từng được ghi lại. Điều này cho phép một phần khí nóng và áp suất cao đá và hơi nước phong phú đá trong núi lửa đột nhiên phát nổ về phía bắc về phía Spirit Lake trong một hỗn hợp nóng của dung nham và đá cũ nghiền thành bột, vượt qua mặt tuyết lở.
Cột phun trào vươn lên 80,000 foot (24,384 m) vào bầu khí quyển và lắng đọng tro ở 11 tiểu bang của Hoa Kỳ. Đồng thời, tuyết, băng và một số toàn bộ sông băng trên núi lửa tan chảy, tạo thành một loạt lớn lahar (núi lửa lở) đạt tới tận cùng sông Columbia, gần 50 dặm (80 km) về phía tây nam. Các vụ nổ ít nghiêm trọng tiếp diễn vào ngày hôm sau, chỉ sau một vụ nổ lớn khác, nhưng không phải là phá hoại, vào cuối năm đó. Năng lượng nhiệt phát hành trong vụ phun trào bằng 26 megaton.
Khoảng 57 người thiệt mạng trực tiếp, bao gồm cả chủ quán trọ Harry R. Truman, các nhiếp ảnh gia Reid Blackburn và Robert Landsburg, và nhà địa chất David A. Johnston. Hàng trăm dặm vuông đã được giảm xuống còn đất hoang, gây hơn một tỷ đô-la Mỹ trong thiệt hại (3,03 $ tỷ USD vào năm 2017 ), hàng ngàn con vật bị giết, và Núi St. Helens bị bỏ lại với một miệng núi lửa ở phía bắc của nó. Vào thời điểm phun trào, đỉnh núi lửa thuộc sở hữu của Đường sắt phía Bắc Burlington, nhưng sau đó vùng đất đã được chuyển đến United States Forest Service. Khu vực này sau đó được bảo tồn, như trong Mount St. Helens National Monument Monument.

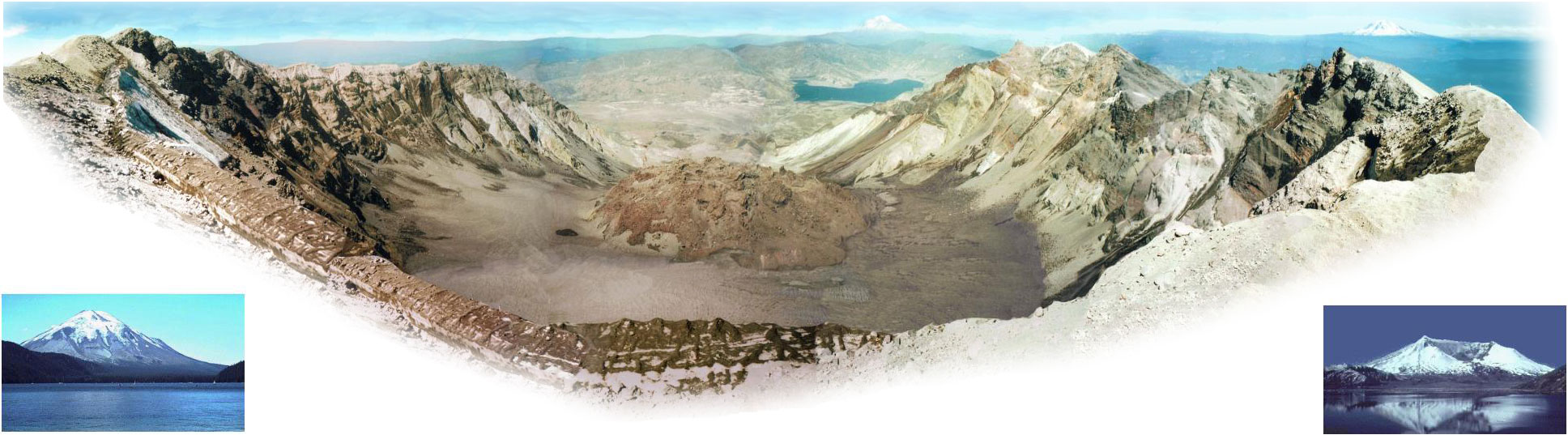
alt = Mở miệng núi lửa nhìn từ mép. Một ngọn núi lớn nằm trong miệng núi lửa. Núi 450m, Núi Màn hình cho thấy hình nón của sự tàn phá, miệng núi lửa khổng lồ mở ra phía bắc, vòm dung nham sau phun trào bên trong và Crater Glacier bao quanh vòm dung nham. Bức ảnh nhỏ bên trái được chụp từ Hồ Spirit trước khi vụ phun trào và bức ảnh nhỏ bên phải được chụp sau vụ phun trào từ khoảng cùng một nơi. Spirit Lake cũng có thể được nhìn thấy trong hình ảnh lớn hơn, cũng như hai núi lửa Cascade khác.